# Ichneumon dionymus
Ichneumon dionymus es una especie de insecto del género Ichneumon de la familia Ichneumonidae del orden Hymenoptera.

Fue descrita en el año 1979 por Carlson.